# Бансель, Франсуа-Дезире
Бансель, Франсуа-Дезире (фр. Désiré Bancel род. 12 февраля 1823 года, Ламастр, Франция — 23 января 1871 года, там же) — французский политический деятель.

## Биография
Франсуа-Дезире Бансель родился в 1823 году. В 1848 году он написал труд под названием «Essai sur le crédit hypothécaire», a в следующем был избран в Законодательное собрание. Здесь он выказал себя одним из самых ярых противников наполеоновской политики и приобрёл особую известность прениями о пересмотре конституции. Вследствие государственного переворота в 1852 году Бансель должен был вынужден бежать и отправился в Брюссель. Спустя 4 года Брюссельский свободный университет поручил ему устроить публичные чтения, посвященные французской литературе XVII и XVIII столетий. Вскоре эти чтения приняли характер бесед, и кафедра Банселя сделалась такой же публичной трибуной, какой некогда была во Франции кафедра для Мишле и Кинэ. Бансель не ограничился одним Брюсселем: он стал переезжать из города в город и везде устраивать публичные чтения.
В 1864 году Бансель поставил свою кандидатуру во время дополнительных выборов в Париже, но был устранён правительством и только в 1869 году большинством 10 000 голосов был избран депутатом от департамента Роны. В палате Бансель примкнул к крайней левой, представляя собою, как он сам выражался, «непримиримую оппозицию и вечное возмездие». Во время переворота 4 сентября 1870 года Бансель был болен и находился в Провансе, чем и объясняется отсутствие его имени в истории этих дней.
Франсуа-Дезире Бансель скончался 22 января 1871 года в Ламастре.

## Избранная библиография
- «Harangues de l’Exil» (Париж, 1863);
- «Le Rationalisme, d’Ausonio Franchi» (пер. с итальянского с его предисловием (Брюссель, 1865);
- «Les origines de la Révolution» (Париж, 1869);
- «Les Révolutions de la Parole» (Париж, 1869);
- «Études littéraires et philosophiques» (Париж. 1871);
- «Histoire des révolutions de l’esprit français, de la langue et de la littérature française au moyen âge» (Париж. 1878).